# Porte des Tanneurs
La porte des Tanneurs (שער הבורסקאים, Sha'ar HaBursekaim) ou porte ayyoubide est un ancien passage dans les fortifications de la vieille ville de Jérusalem, datant de la période Ayyoubides, XIIIe siècle. Elle correspond au point le plus bas de la ville antique et fut condamnée lors de la période ottomane. Elle a été redécouverte et dégagée par les archéologues Benjamin Mazar et Meir Ben Dov après la guerre des Six Jours et identifiée (peut-être à tort) comme étant la porte des Tanneurs de l'époque croisée. Il s'agit d'une petite porte, de 195 cm de large, située près de la porte des Maghrébins (à 15 m à l'ouest) qui n'est accessible que pour les piétons, par une passerelle à flanc de coteau.
 
Le nom de cette porte provient des tanneries qui se trouvaient aux alentours, tant à l'intérieur qu'à l'extérieur des murailles. Cette porte était d'ailleurs probablement destinée à l'usage exclusif des tanneurs, qui vivaient plus ou moins en marge de la société, car dans le judaïsme, ils étaient considérés comme impurs par le fait qu'ils touchaient des animaux morts (Lv 11,39). Les fouilles réalisées aux alentours ont mis au jour des bassins (pour le trempage des peaux) et de nombreux ossements d'animaux.
Cette ouverture se trouve exactement dans l'alignement du Cardo Minimus (il y avait deux cardos à Jérusalem) dont on peut voir les dalles de pierre.

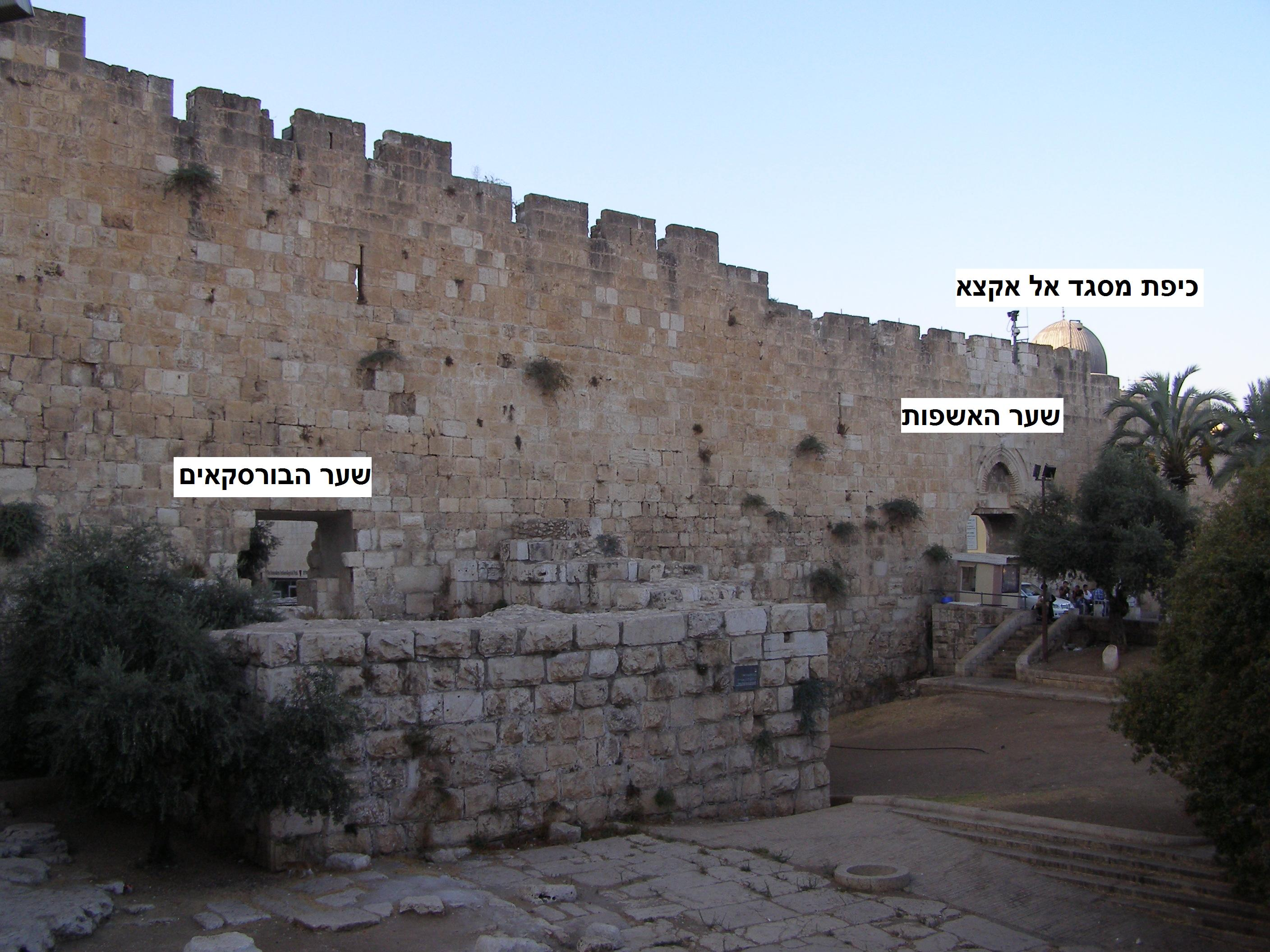
La porte des Tanneurs (à gauche) et la porte des Maghrébins (à droite).